# Distretto di Thung Chang
Thung Chang è un distretto (Amphoe) nel nord della provincia di Nan, Thailandia del nord.

## Geografia fisica
Thung Chang è un distretto circondato da montagne, in una vallata del fiume Nan.

## Turismo
La zona dell'amphoe Thung Chang è visitata dagli appassionati di trekking e delle escursioni montane. Tra i principali luoghi da visitare nel distretto vi sono:
- Villaggi delle minoranze etniche hmong, lua, tai lü e khmu.
- Le grotte Tham Pha Pueng (la più profonda della Thailandia), Tham Pha Daeng e Tham Phu Hua Lan
- La vetta Doi Pha Phueng
- Le cascate Tad Mok e Phukham
- Il fiume Nan, con un antico ponte di legno
- Il Wat Thueng Phueng con il Buddha del XIV secolo
- Il giardino botanico di Mani Phruek.

## Amministrazione
Il distretto di Thung Chang è suddiviso in 4 sotto-distretti (Pon, Ngop, Lae e Thung Chang), per un totale di 44 villaggi.